# Taggsländfluga
Taggsländfluga (Sphaerophoria scripta) är en blomfluga som tillhör släktet sländblomflugor. 

## Kännetecken
Taggsländflugan är ganska liten och med påtagligt långsmal bakkropp. Den är svart med tre gula band på bakkroppen. Banden är ibland avbrutna på mitten. Ett fjärde gult fält längst bak på bakroppen har på hanen formen av ett M, eller ibland reducerat till ett V. Ett för arten viktigt kännetecken för hanen är att bakkroppen når längre än vingspetsarna när vingarna är hopfällda. Honans teckning är något annorlunda och bakkroppen är bredare. Längden är mellan 8 och 11 millimeter.

## Levnadssätt
Man hittar taggsländflugan på öppna marker som till exempel ängar, hällmarker, längs vägkanter och även i parker och trädgårdar. Man kan se den suga nektar på många olika blommor i gräs och örtvegetation. Man ser den i Sverige från början av maj till början av oktober. Larven lever på långrörsbladlöss som finns på många olika växter. 

## Utbredning
Taggsländflugan är en av de vanligaste sländblomflugorna. Den finns i hela Europa, i Nordafrika och en stor del av Asien ända bort till Stilla havet. Den finns i hela Norden.

## Galleri

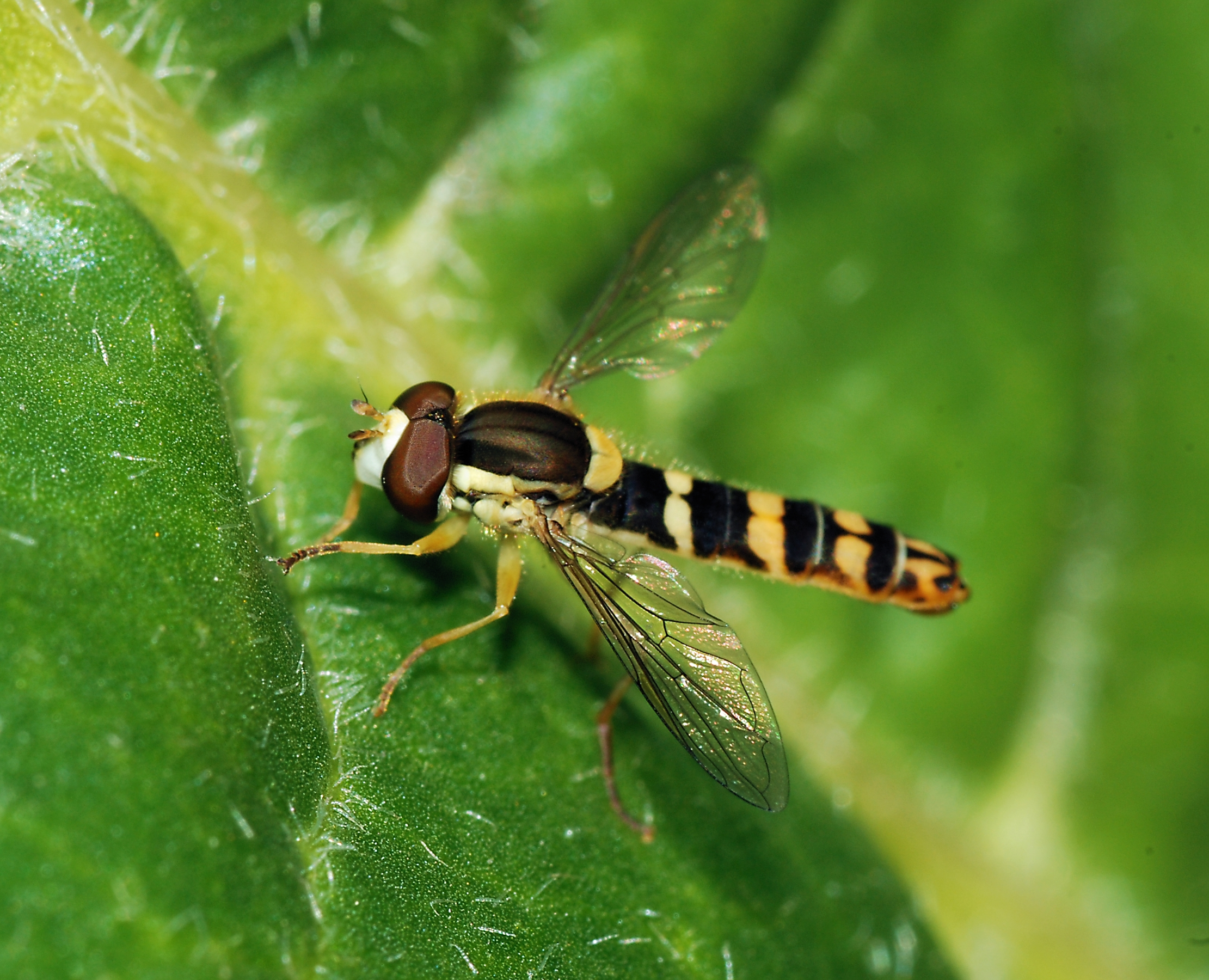
Hane
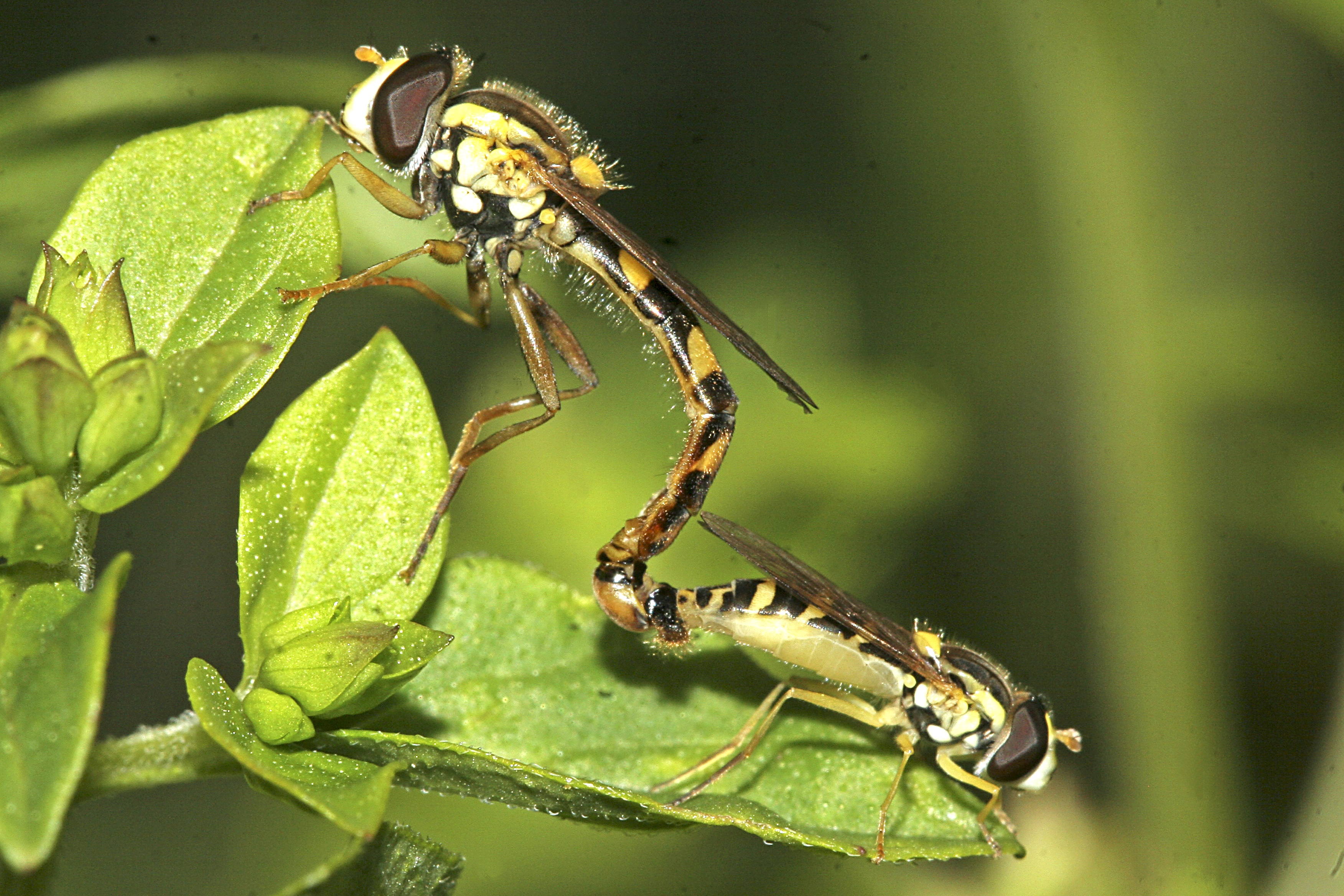
Parning
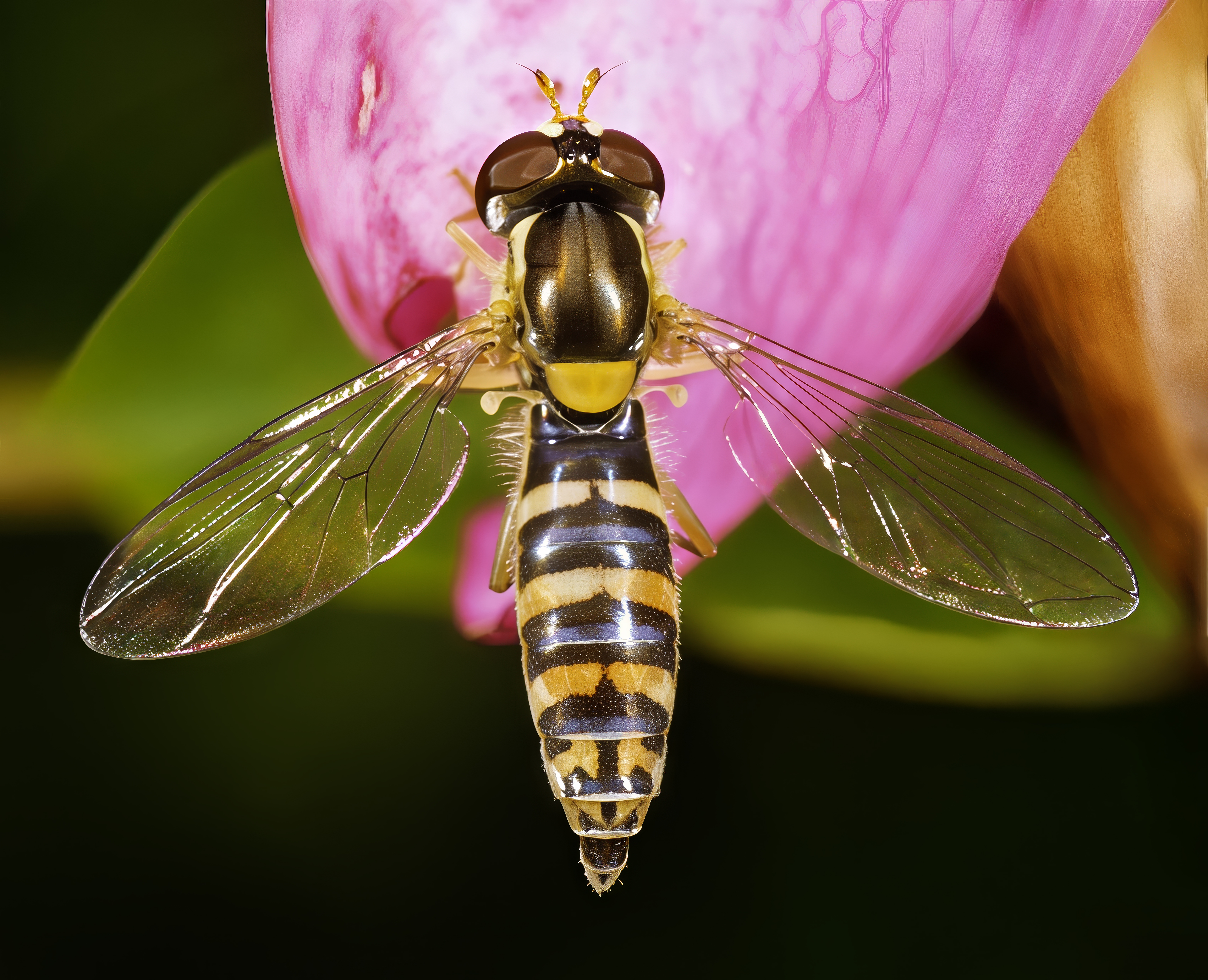
Hona
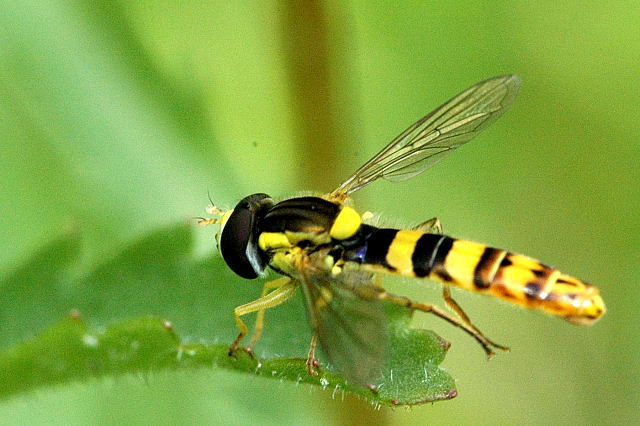
Hane

## Etymologi
Scripta betyder tecknad, präglad på grekiska. 